# Verbrauchervertrag
Verbrauchervertrag ist ein Vertrag zwischen einem Unternehmer und einem Verbraucher. 
Bei Verbraucherverträgen gelten nach der EU-Verbraucherrechterichtlinie vom 25. November 2011 (VRRL) besondere Bestimmungen zum Verbraucherschutz. In Deutschland wurden zur Umsetzung der VRRL insbesondere das Bürgerliche Gesetzbuch, aber auch zahlreiche weitere Gesetze zum 13. Juni 2014 teilweise gravierend geändert und umstrukturiert. Die Umsetzung erfolgte über eine Neufassung der §§ 312 ff. BGB, vor allem durch die Einführung umfassender Informationspflichten in § 312a BGB sowie des Widerrufsrechts bei außerhalb von Geschäftsräumen geschlossenen Verträgen und bei Fernabsatzverträgen (§ 312g BGB).
Entsprechend der Schutzrichtung der VRRL ist nur dann von einem Verbrauchervertrag im Sinne der Richtlinie auszugehen, wenn sich der Unternehmer zur Lieferung einer Ware oder Erbringung einer Dienstleistung und der Verbraucher zur Zahlung eines Entgelts verpflichtet hat.

## Vertragsparteien
Die Begriffe Verbraucher bzw. Unternehmer sind wie folgt definiert:
- Verbraucher (§ 13 BGB): 
„Verbraucher ist jede natürliche Person, die ein Rechtsgeschäft zu Zwecken abschließt, die überwiegend weder ihrer gewerblichen noch ihrer selbständigen beruflichen Tätigkeit zugerechnet werden können.“

Entscheidend ist also der Zweck des Geschäfts, somit ist auch der Geschäftsmann, der privat ein Fahrzeug kauft, ein Verbraucher.
- Unternehmer (§ 14 Abs. 1 BGB): 
„Unternehmer ist eine natürliche oder juristische Person oder eine rechtsfähige Personengesellschaft, die bei Abschluss eines Rechtsgeschäfts in Ausübung ihrer gewerblichen oder selbständigen beruflichen Tätigkeit handelt.“

## Vertragsgegenstand
Gegenstand eines Verbrauchervertrags kann jede beliebige Leistung sein. Erfasst werden beispielsweise
- Kaufverträge,
- Dienstleistungsverträge,
- Anlagevermittlungsverträge,
- Geschäftsbesorgungsverträge,
- Darlehensverträge,
- Werk- und Werklieferungsverträge,
- Verträge über die Lieferung von Wasser, Gas, Strom oder Fernwärme,
- Bauverträge über Immobilien,
- Maklerverträge,
- Partnervermittlungsverträge oder
- Miet- oder Pachtverträge.